# Comuna Cucuruzeni, Orhei
Comuna Cucuruzeni este o comună din raionul Orhei, Republica Moldova. Este formată din satele Cucuruzeni (sat-reședință) și Ocnița-Răzeși.

## Demografie
Conform datelor recensământului din 2014, comuna are o populație de 1.749 de locuitori. La recensământul din 2004 erau 2.127 de locuitori.

## Administrație și politică
Componența Consiliului local Cucuruzeni (11 consilieri), ales la 5 noiembrie 2023, este următoarea:
|  | Partid                               | Consilieri | Componență | Componență | Componență | Componență | Componență |
|  | ------------------------------------ | ---------- | ---------- | ---------- | ---------- | ---------- | ---------- |
|  | Partidul „Renaștere”                 | 5          |            |            |            |            |            |
|  | Partidul Acțiune și Solidaritate     | 3          |            |            |            |            |            |
|  | Candidat independent ELENA CERNEI    | 1          |            |            |            |            |            |
|  | Coaliția pentru Unitate și Bunăstare | 1          |            |            |            |            |            |
|  | Partidul Schimbării                  | 1          |            |            |            |            |            |